# キリストの変容 (ラファエロ)

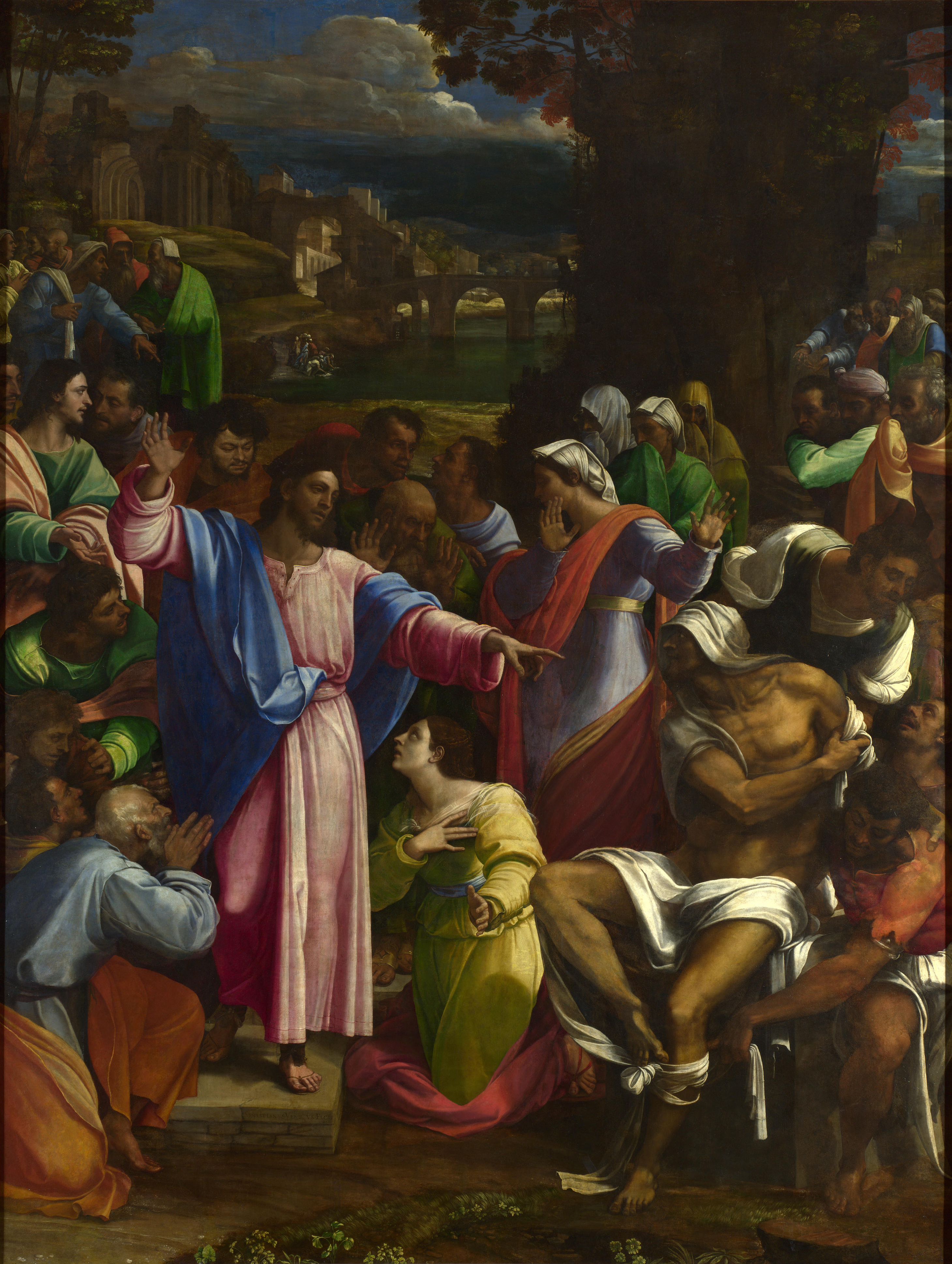
セバスティアーノ・デル・ピオンボ 『ラザロの復活』 (ロンドン・ナショナル・ギャラリー)

『キリストの変容』（キリストのへんよう、伊: Trasfigurazione、英: Transfiguration）は、イタリアの盛期ルネサンス期の巨匠、ラファエロ・サンティによる最後の絵画である。ジュリオ・デ・メディチ枢機卿（後の教皇クレメンス7世）の依頼により、フランスのナルボンヌ大聖堂の祭壇画として着想された。ラファエロが1520年に亡くなるまで取り組んだ本作は、ラファエロの芸術家としての発展と画業の集大成を示している。キリスト教芸術におけるイエス・キリストの「変容」を主題とする作品としては珍しく、主題は絵画の上半分にのみ表され、下半分に表されている、「福音書」の「変容」に続く次の逸話（憑依された少年の癒し）と組み合わされている。作品は現在、バチカン市国にあるバチカン美術館 (絵画館) に所蔵されている。16世紀後半（ルネサンス時代）から20世紀初頭まで、世界で最も有名な油彩画と言われていた。

## 絵画の歴史
作品依頼の最終的時期である1517年12月までに、教皇レオ10世（1513-1521年）の従弟であるジュリオ・デ・メディチ枢機卿は、教皇の副首相兼最高顧問になっていた。枢機卿はボローニャ使節の地位、アルビ、アスコリ、ウスター、エガーなどの司教区管轄権を授与されていた。 1515年2月から、これにナルボンヌの大司教区管轄権が含まれた。枢機卿はナルボンヌ大聖堂のために2枚の絵画、ラファエロによる『キリストの変容』とセバスティアーノ・デル・ピオンボによる『ラザロの復活』 (ロンドン・ナショナル・ギャラリー) を依頼した。ミケランジェロが後者の作品の素描を提供したことにより、メディチ家は、10年前にミケランジェロ (システィーナ礼拝堂) とラファエロ (「ラファエロの間」) の間で始まった競争を再燃させることになった。
1516年12月11日から12日までミケランジェロはローマにいて、フィレンツェのサン・ロレンツォ聖堂のファサードのことで、教皇レオ10世、およびメディチ枢機卿と話し合った。この会合中に、ミケランジェロは『ラザロの復活』の依頼を受けた。ミケランジェロがこの絵画の制作のために素描を提供することに同意したのはローマにおいてであったが、自分自身で絵画を制作することはなかった。依頼は、ミケランジェロの友人、セバスティアーノ・デル・ピオンボになされたのである。この会合の時点で、本作は、絵画への2つのアプローチの間の、およびイタリア美術における絵画と彫刻の間の理想的事例を象徴するようなものになることが期待された。
ジュリオ・ロマーノによってラファエロの工房で制作された初期の習作は、『キリストの変容』を描いた、本作の1/10の縮尺の素描であった。習作では、キリストはタボル山上に表されている。モーセとエリヤは、キリストの方を向いて浮遊している。聖ヨハネと聖ヤコブは右にひざまずいており、聖ペテロは左側にいる。習作の上部には、父なる神と天使の集団が描かれている。ジャンフランチェスコ・ペンニによって制作された2番目の習作は、本作と同じように2つの場面を持つ構成を示している。この習作はルーヴル美術館に所蔵されている。
『ラザロの復活』は、1518年10月までに非公式に閲覧された。この時までに、ラファエロは自身の祭壇画『キリストの変容』にまだほとんど着手していなかった。セバスティアーノ・デル・ピオンボの作品が、1519年12月11日の日曜日、アドベントの第3日曜日にレオ10世によってバチカンで公式に検分されたときまでには、『変容』はまだ完成していなかった。
ラファエロは、早くも1518年の秋に『ラザロの復活』の最終的な状態をよく知っていたと思われる。そしてラファエロが対抗するために熱心に働いたというかなりの証拠があり、2番目の主題と19人の人物を作品に追加した。現在、ルーヴル美術館にあるこのプロジェクトの現存している習作（ラファエロの助手、ジャンフランチェスコ・ペンニによる失われた習作の工房による複製）は、意図された作品の劇的な変化を表している。

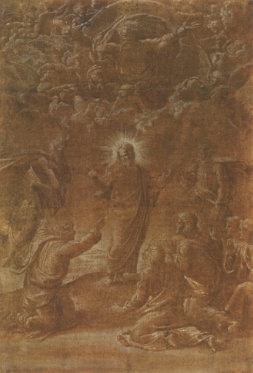
『キリストの変容』のための習作。ペンと濃茶色の水彩で下塗りした紙の上に、白のハイライトと茶色のインク、40×27センチ。 1516年ごろ、アルベルティーナ

最終作の『変容』の調査は、16以上の未完成の領域とペンティメンティを明らかにした。1つの重要な理論では、祝福されたアマデオ・メネス・ダ・シルバの著作が最終作への変革の鍵であったとされている。アマデオは影響力のある修道士、治癒者、先見の明のある人であり、教皇の告解を聞く司祭でもあった。アマデオはまた、ヴァチカンの外交官でもあった。 1502年の死後、アマデオの著作や説教の多くは『新黙示録』として編集された。この小冊子は教皇レオ10世によく知られており、ナルボンヌの司教としてジュリオ・デ・メディチ枢機卿の前任者であったギヨーム・ブリソネット、そして、その2人の息子も精神的なガイドとしてこの小冊子を参照した。ジュリオ枢機卿は『新黙示録』を知っており、絵画の最終的な構図に影響を与えたかもしれない。アマデオの小冊子は、「変容」と「憑依された少年」の逸話を連続して描写している。「変容」は、「最後の審判」と「悪魔の最後の敗北」の前兆を表している。別の解釈は、てんかんの少年が治癒し、キリストの神性とその癒しの力を結びつけているというものである。
ラファエロは1520年4月6日に亡くなった。その後数日間、『変容』は、ボルゴのラファエロの家に置かれた棺台頭部の傍らに横たえられた 。ラファエロの死から一週間後、『変容』と『ラザロの復活』の2点の絵画はヴァチカンでいっしょに展示された。
『画家・彫刻家・建築家列伝』を著したジョルジョ・ヴァザーリは、本作の制作について長く語った後で、以下のように記している。「ラファエロはすべての力量を集中して、このキリストの顔の表現に自らの努力と技量の真価を示そうとしたかのようだ。この顔を最後に描いた後は、もはや筆を加えることはないかった―彼に死が訪れたからである」。
ラファエロの弟子であるジュリオ・ロマーノと助手であるジャンフランチェスコ・ペンニが絵画の右下半分の背後の人物を描いたという推測があるが 、ラファエロ以外の誰かが絵画の大半を完成させたという証拠はない。1972年から1976年にかけての絵画の洗浄により、助手たちは左下の人物像の一部しか完成させなかったが、絵画の残りの部分はラファエロ自身の手によるものであることが明らかになった。なお、ヴァザーリは、ほぼすべての描画作業をラファエロ自ら手掛けたと記している。
ジュリオ・デ・メディチ枢機卿は、絵画をフランスに送る代わりに手元に置いた。1523年には、枢機卿は、ローマのサン・ピエトロ・イン・モントリオ教会内にあるアマデオの教会祭壇上に絵画をジョヴァンニ・バリーレ作の額縁 (もはや現存しない) に入れて設置した。ジュリオは、ペンニに『変容』のコピーをナポリに持っていくように命じた。本作とわずかに異なる最終バージョンがマドリードのプラド美術館に保管されている。本作のモザイクによる複製が、1774年にヴァチカン市国のサン・ピエトロ大聖堂でステファノ・ポッツィにより制作された。
1797年、ナポレオン・ボナパルトのイタリア遠征中に、『変容』はフランス軍によってパリに運ばれ、ルーヴル美術館に展示された。すでに1794年6月17日、ナポレオンの公教育委員会は、イタリアからパリに持ち帰るための重要な芸術作品と科学作品を剥奪するために専門家委員会が軍隊に同行することを提案していたのであった。 1793年に一般公開されたルーヴル美術館は、その芸術作品の明確な収容先であった。 1799年2月19日、ナポレオンはトレンティーノ条約を教皇ピウス6世と締結したが、この条約ではヴァチカンからの100点の芸術的財宝の没収が正式に定められた。

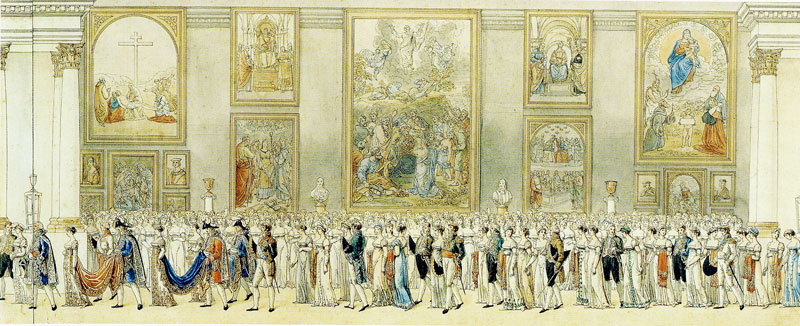
『1810年のナポレオンとオーストリアのマリー・ルイーザの結婚式の行列』（部分）

ナポレオンの代理人が切望した、一番の取得対象となった宝物の中にはラファエロの作品があった。ナポレオンの選考委員会のメンバーであったジャン＝バティスト・ヴィカールは、ラファエロの絵画の収集家であった。別のメンバーであったアントワーヌ＝ジャン・グロ男爵は、ラファエロの影響を受けていた。ジャック＝ルイ・ダヴィッドやその弟子であるアンヌ＝ルイ・ジロデ＝トリオゾンやドミニク・アングルのような芸術家にとっても、ラファエロはフランスの芸術的理想の具現化であった。その結果、ナポレオンの委員会は入手可能なすべてのラファエロの作品を押収した。ナポレオンにとって、ラファエロはイタリアの芸術家の中で最も偉大というほかなく、『変容』はラファエロの最も偉大な作品であった。作品は、『ベルヴェデーレのアポロン』、『ラオコーン』、『カピトリーノのブルトゥース』などとともに、マクシミリアン・ロベスピエールの処刑4周年にあたる1798年7月27日にパリへの勝利の入場を果たした。
1798年11月、ルーヴル美術館のグランド・サロンで『変容』が公開された。そして、1801年7月4日のグランド・ギャラリーでの大規模なラファエロ展の目玉作品となった。 そこでは、20点以上のラファエロの作品が展示された。 1810年に、バンジャマン・ジスは自身の有名な素描で、背後に『変容』が展示されているグランド・ギャラリーを通ったナポレオンとマリア・ルイーザの結婚式の行列を記録した。

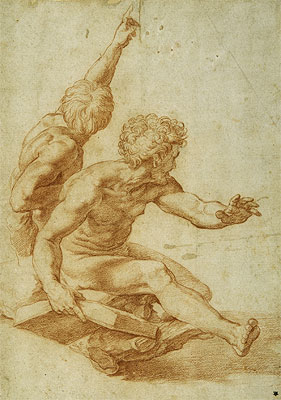
『聖マタイともう一人の使徒』、尖筆上に赤チョーク、328 x 232 mm

ルーヴル美術館での絵画の存在は、ジョセフ・ファリントン（1802年9月1日と6日）  :1820–32や、ジョゼフ・マロード・ウィリアム・ターナー（1802年9月）のような英国の画家に絵画を研究する機会を与えた。ターナーは、ロイヤル・アカデミーの遠近法の教授としての最初の講義を本作に捧げた。ファリントンはまた、絵画を見た他の人物について報告した。『変容』がルーヴル美術館においてティツィアーノの『殉教者聖ペテロの死』（1530年）に次ぐ2番目の傑作だとした、スイスの画家ヨハン・ハインリヒ・フュースリと、英国の画家ジョン・ホプナーである。  :1847英米の画家ベンジャミン・ウエストは、「年長者の意見は、それ（『変容』）が依然として第1位を維持していることを確認したと述べた」。  :1852ファリントン自身は自身の感情を次のように表現した。
作品（『変容』）が私に与えた効果によって決めるなら、第一級と評された他の作品でさえ効果が弱く、力と生命感が欠如していると思わせるほど、丹念な配慮と堅固な様式によって描かれている『変容』は私の心に印象を残した、と言うことにためらいはない。
ジョゼフ・ファリントン『ジョセフ・ファリントンの日記　第4巻』
ナポレオンの没落後、1815年に、教皇ピウス7世、アントニオ・カノーヴァ、マリノ・マリーニの使節がパリ条約の一環として『変容』を他の66点の絵画とともに取り戻すことに成功した。ウィーン会議での合意により、作品は一般に公開されることになった。本来のギャラリーは、ヴァチカン宮殿のボルジアの間にあったが、作品はヴァチカン内で数回移動した後、現在、ヴァチカン絵画館にある。

## 受容

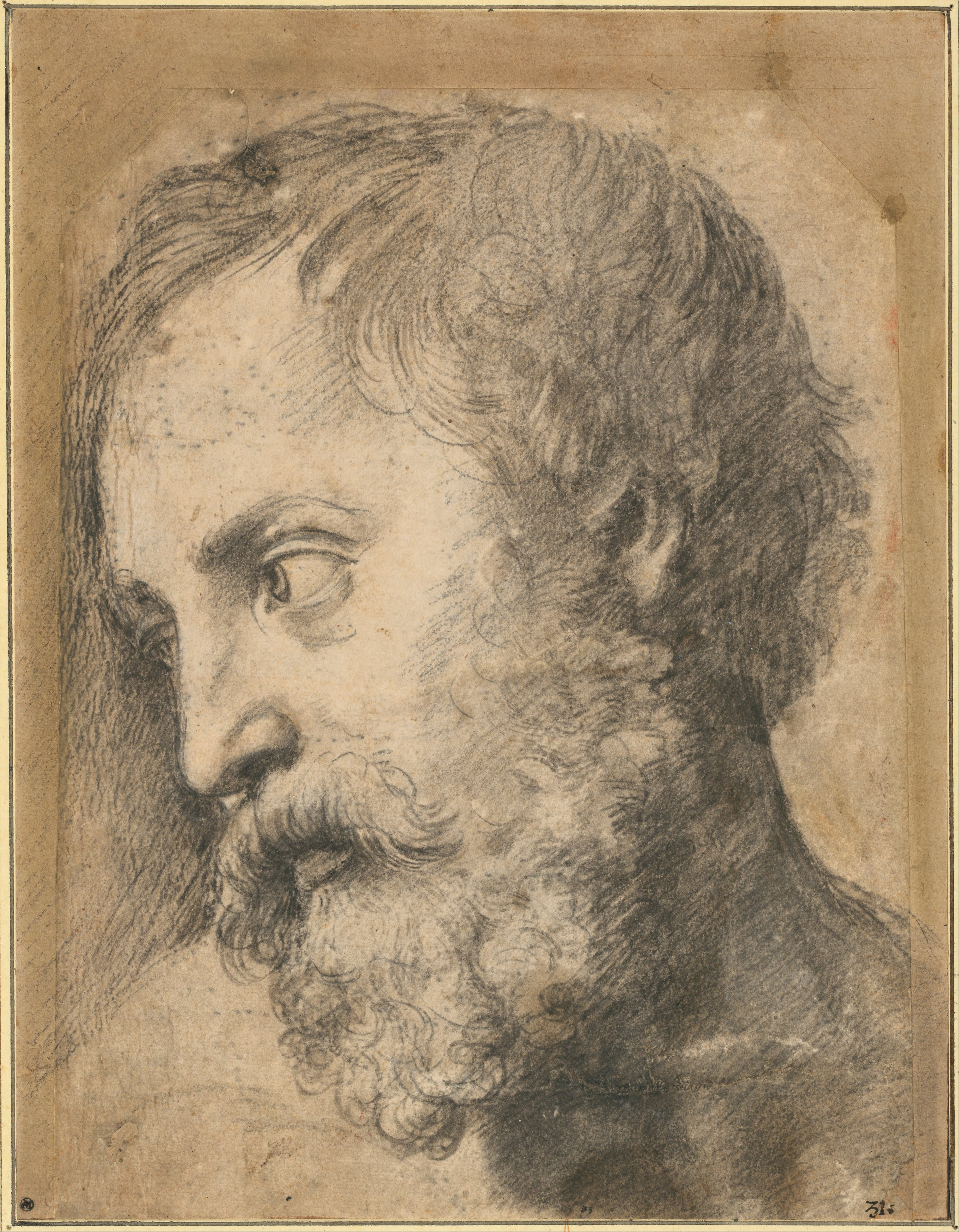
『使徒の頭部の習作』、転写スケッチ上に黒チョーク、1519年ごろ

絵画がいかに受容されたかは十分に文書化されている。 1525年から1935年の間に、『変容』を説明、分析、賞賛、または批判する少なくとも229の書面による情報源を特定できる。
1520年のラファエロの死後、『変容』に関する最初の説明では、作品はすでに傑作と呼ばれていたが、この地位は16世紀の終わりまで高まっていった。 1577年のローマへの旅行に関するメモの中で、スペインのヒユーマニスト、パブロ・デ・セスペデスは、初めて作品を世界で最も有名な油彩画と呼び、絵画は300年以上の間この権威を維持することになる。作品は、1701年にラファエロの構図を分析した愛好家フランソワ・ラグネのような多くの作家によって認められ、称賛が繰り返された。ラグネの意見では、輪郭の描画、光の効果、色彩、人物像の配置により、『変容』は世界で最も完璧な絵画になったのである。

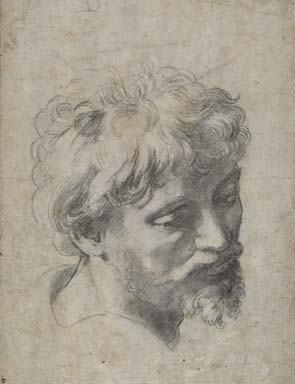
左端の使徒のための補助下絵

ジョナサン・リチャードソン父子（同名）は、本作が本当に世界で最も著名な絵画でありうるかどうかを問い、『変容』の圧倒的な地位をあえて批判した。父子は、構図が互いに対応しない上半分と下半分に分割されていると批判した。また、上半分ではなく下半分が注意を引きすぎるが、鑑賞者の注意はキリストの姿だけに向けられるべきであるとも述べた。この批判は絵画の名声を損なうものではなかったが、他の愛好家や学者からの反論を引き起こした。ドイツ語圏では、ヨハン・ヴォルフガング・フォン・ゲーテによる評価が優勢であり、ゲーテは絵画の上半分と下半分を補完的な部分として解釈した。この評価は19世紀に多くの作家や学者によって引用されたため、ゲーテの権威は『変容』の名声を救うのに役立った。
本作がパリに置かれていた短い期間に、作品は訪問者にとって大きな魅力となったが、これはローマに戻った後も続き、その後ヴァチカン美術館に置かれた。マーク・トウェインは、多くの来場者の一人で、1869年に以下のように記した。「私は『変容』を忘れないだろう。その理由として、ほとんど1作だけ部屋に置かれていたこともある。すべての人に世界で最初の油絵であると認められていることもある。そして、素晴らしく美しかったこともある。」。
20世紀初頭、絵画の名声は急速に低下し、すぐに『変容』は世界で最も有名な絵画としての名称を失った。新世代の芸術家は、もはやラファエロを芸術的権威として受け入れなかった。『変容』の複製画はもはや需要が高くなくなった。構図の複雑さは19世紀の終わりまで絵画を賞賛するための論拠であったが、鑑賞者は今ではその要素に反感を抱いた。絵画は人物が多すぎ、人物像は劇的すぎ、設定全体が人工的すぎて感じられたのである。対照的に、レオナルド・ダ・ヴィンチの『モナ・リザ』ような他の絵画は、はるかに認識しやすく、芸術的規範としてのラファエロの圧倒的な地位の低下には悩まされることはなかった。かくして、『変容』は、何世紀にもわたって続く可能性もあるが、短期間で衰退する可能性もある芸術作品の名声の変遷を示す好例となっている。

## 複製
絵画の名声はまた、その複製画にも基づいている。原作はローマを別として、ナポレオンに略奪された後のパリで短期間しか鑑賞できなかったが、多数の複製により、絵画の構図がほぼすべてのヨーロッパの重要な絵画コレクションに遍在することが保証されることになった。したがって、それは多くの収集家、愛好家、芸術家、美術史家によって研究され、賞賛されることを可能とした。
ヴァチカンのサン・ピエトロ大聖堂のモザイク画を含め、1523年から1913年の間に少なくとも68点の『変容』の複製が制作された。絵画の良質の複製は近世に非常に求められ、若い芸術家は『変容』の複製を売ることにより、イタリア旅行（芸術家の目標であった）のためのお金を稼ぐことができた。これまでの最高の複製の1つは、1827年にグレゴール・アーカートによって制作された。19世紀の終わりまで、伝記などの書物やキリスト教の讃美歌集の挿絵を含め、少なくとも52点のエングレーヴィングとエッチングによる絵画の複製が制作された。ローマのグラフィック美術国立研究所は、これらの複製を12点所蔵している。絵画の細部を描いた少なくとも32点のエッチングとエングレーヴィングを特定することができる。それらは、ときに新しい作品の構図の一部として使用するためのものであった。これらの作品の中には、ヴィンチェンツォ・カムッチーニ（1806年）による素描をもとにG.フォーロによってエングレーヴィングされた頭部、手、足の版画シリーズと、I. グーボー（1818および1830年）による素描をもとにJ. Godbyにより点描でエングレーヴィングされた、別の頭部のシリーズがある。『変容』の最初のエングレーヴィングされた複製はまた、史上初の絵画の複製版画と呼ばれている。それは1538年に匿名のエングレーヴィング家によって作られたが、アゴスティーノ・ヴェネツィアーノの様式として同一視されることもある。

## 図像学

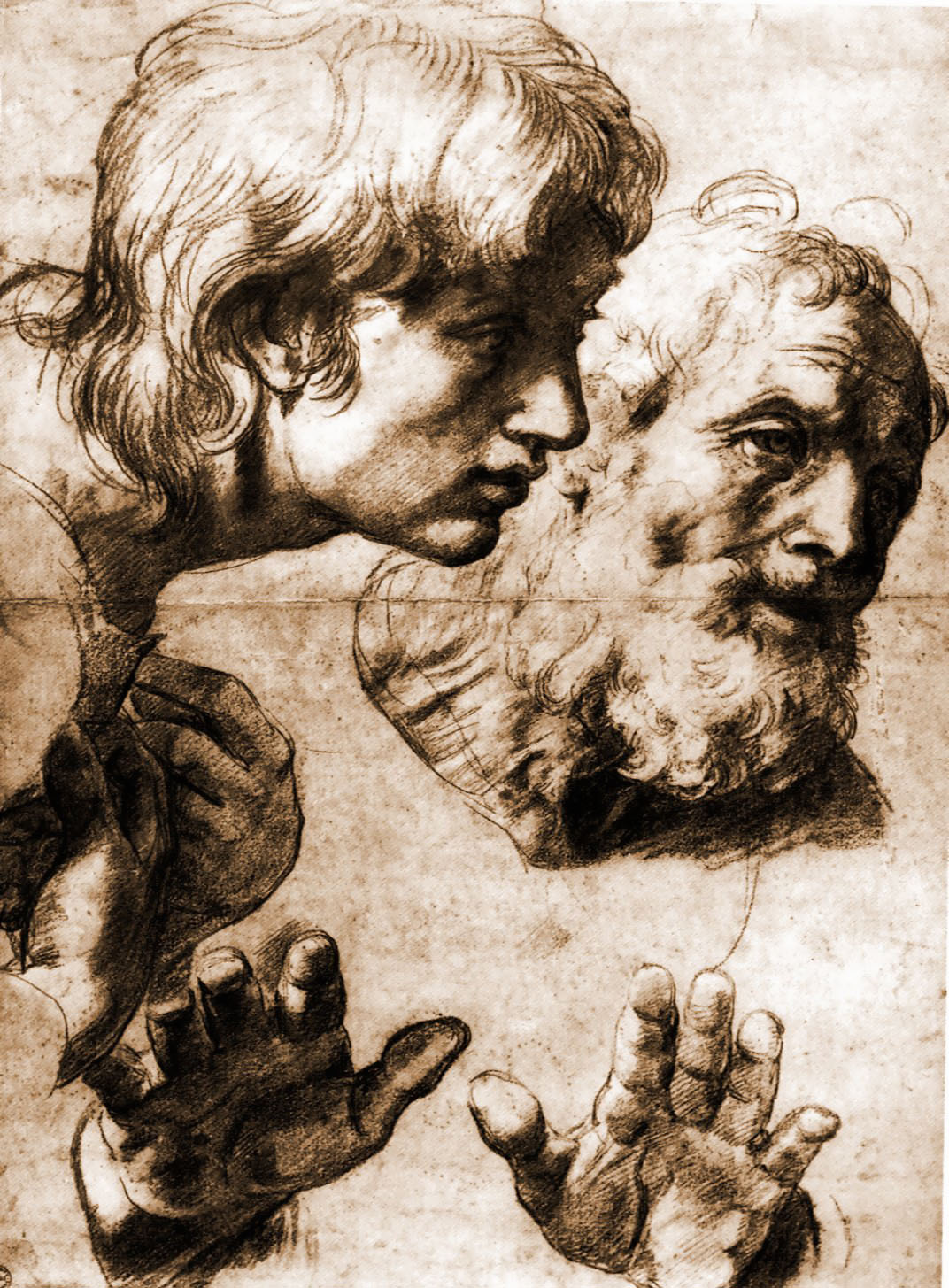
『聖フィリポと聖アンデレ』、転写素描上に黒チョークと白のハイライトで描いた下絵、499 X 364ミリメートル、アシュモリアン美術館、オックスフォード

ラファエロの絵画は、『新約聖書』中の「マタイによる福音書」から引用した (「マルコによる福音書」にも語られている) 、2つの連続しつつも明らかに別の『聖書』の物語を描いている。最初の物語では、「キリストの変容」自体を描いており、モーセとエリヤが変容したキリストの前に現れ、それを使徒のペテロ、ヤコブ、ヨハネが見ている（マタイ17章1–9;マルコ9章2–13）。第2の物語では、使徒たちは少年から悪霊を祓って治癒するとに失敗し、キリストの再臨を待つ（マタイ17章14–21;マルコ9章14）。
絵画上部の場面は、変容そのものを示しており（伝統によれば、タボル山での出来事）、変容したキリストは、右側の預言者モーセと左側の預言者エリヤと言葉を交わし（マタイ17章3）、2人の間で光に照らされた雲の前に浮遊している。左側にひざまずいている2人の人物は、8月6日の饗宴の日を主の顕栄祭としていっしょに祝ったジャスタスと、1人の牧師として一般的に特定化されている。これらの聖人たちは、メディチ家の大司教管轄区と絵画が意図された大聖堂の後援者であった。2人の人物は、主の顕栄祭に関するミサ典書で記念されている殉教者の聖フェリシシムスと聖アガピトゥスを表している可能性もあると提唱されている 。
絵画上部の画面には、左から右にヤコブ、ペテロ、ヨハネが含まれている。３人は、伝統的に信仰、希望、愛の象徴として解職されている。したがって、衣服には青黄色、緑、赤の象徴的な色彩が用いられている。
画面下部で、ラファエロは、悪魔に憑依された少年を悪魔から解放しようとしている使徒たちを描いている。使徒たちは、変容したばかりの奇跡を起こすキリストが到着するまで、病気の子供を治癒することはできない。発作が原因で地面に伏していた少年は、もはや自分の足で立っていて、口は開いている。これは悪魔の魂が抜けだしていることを表している。この死の前の最後の作品として、ラファエロ（ヘブライ語で「神は癒された」を意味する）は、変容したキリストの癒しの力の最後の証として2つの上下の場面を統合している (少年はキリストを指さして、両場面をつなぐ役割を果たしている)。ゲーテによれば、「2つは1つである。下部には苦しみ、必要性が、上部には効果的な力、救助がある。それぞれが互いに関連し、両方が相互作用している。」のである。
左下の男は、使徒であり福音書記者である聖マタイであるが、聖アンデレだという人もいる。男は鑑賞者の目の高さで描かれ、鑑賞者との仲介者としてなっている。左下の人物の機能は、ほぼ1世紀前にレオン・バッティスタ・アルベルティによって最適に描写されている。

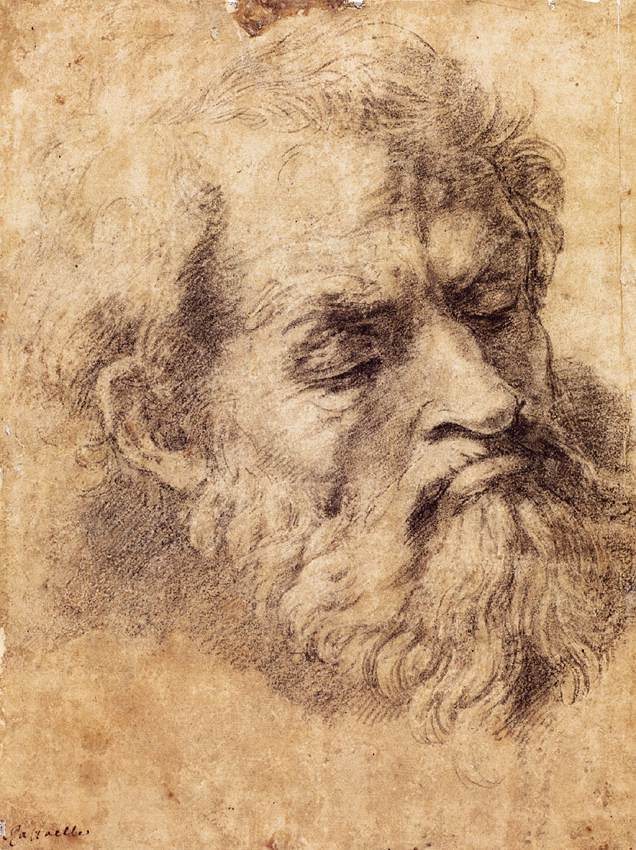
『使徒の頭部の習作』、転写素描上に黒チョーク、1519年ごろ

マタイ（またはアンドレ）は鑑賞者に待つようにジェスチャーし、彼の視線は前景の下でひざまずいている女性に焦点を合わせている。彼女は表面上、家族集団の1人であるが 、仔細に見ると両側のどちらの集団からも距離を置いている。彼女は、ラファエロの 『神殿から追放されるヘリオドロス』（1512年）に描かれている同様の人物の鏡像である。ラファエロの伝記作家であるジョルジョ・ヴァザーリは、女性を「その板絵の主要人物」と表現している。彼女はコントラポストのポーズでひざまずき、右側の家族集団と左側の9人の使徒の間の構図上の架け橋となっている。ラファエロはまた、彼女を冷めた色調で描き、衣服を日光に照らされたピンク色にしているが、マタイ以外の他の登場人物たちは、彼女の存在に気づいていない。女性のコントラポストのポーズは、より具体的には「フィグーラ・セルペンティーナ」、または「ヘビのような身体」と呼ばれ、肩と腰が反対方向に動いている。このポーズの最も初期の例の1つは、レオナルド・ダ・ヴィンチの『レダ』（1504年頃）で、ラファエロはフィレンツェにいる間に『レダ』の複製を制作している。
中央には年齢の異なる4人の使徒がいる。金髪の青年は、レオナルドの『最後の晩餐』の使徒フィリポを反映しているように見える。座っている年上の男はアンドレである。シモンはアンドレの後ろの年上の男である。ユダ・サデウスはシモンを見て、少年の方を指している
左端の使徒は、イスカリオテのユダであると広く考えられている。彼は、1937年にオスカー・フィシェルによって最初に記述された、今は6点しか現存しない、ラファエロのいわゆる補助下絵のうちの1点の主題であった。

## 分析と解釈

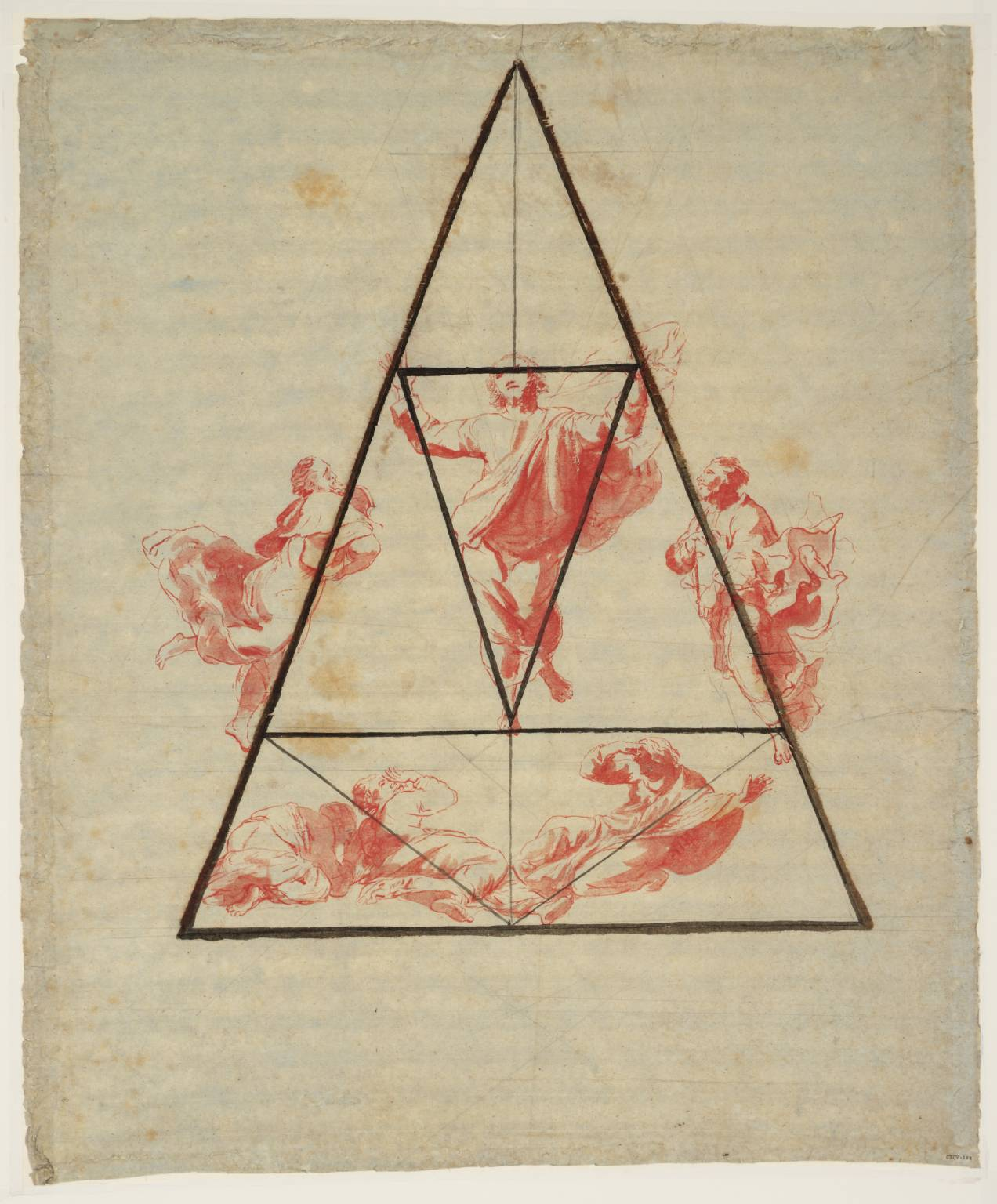
『講義図』、1810年ごろ、 J. M. W. ターナー

絵画の図像は、サラセン人により繰り返された襲撃からナルボンヌ市が救出されたことに言及していると解釈されている。教皇カリストゥス3世は、1456年のキリスト教徒の勝利を機に8月6日を祝祭日と宣言した。
啓蒙主義の哲学者、モンテスキューは、前景にいる悪魔に憑依された少年の治癒がキリストの人物像よりも優先されていると述べた。現代の批評家は、絵画の名称を「憑依された若者の癒し」に変更することを提唱して、モンテスキューの批判を助長している。
J. M. W. ターナーは1802年にルーヴル美術館の『変容』を見ていた。 1811年1月7日にロイヤル・アカデミーの遠近法の教授として行われた最初の講義の終わりに、ターナーは作品の構図上部がどのように交差する三角形で構成され、上部にキリストがいるピラミッドを形成しているかを示した。
1870年の出版物で、ドイツの美術史家のカール・ユスティは、本作が『聖書』のキリストの物語中、2つの連続する逸話を描いていることを見てとっている。変容の後、キリストは悪魔に憑依された息子への慈悲を乞う男に遭遇するのである。
ラファエロは、てんかんを水に映る月（月＝ルナ、そこから狂人＝ルナティック）と同一視する伝統を弄んでいる。この因果関係は、絵画の左下隅にある水面らしきものに映った月によって示されている。少年は文字通り月による攻撃を受けているのである。ラファエロの時代、てんかんはしばしば月、悪魔による憑依、そして逆説的であるが神聖なものと同一視されていた。 16世紀には、てんかんの患者が火刑に処されることも珍しくはなく、この症状によって引き起こされた恐怖ほそれほどのものであったのである。月の満ち欠けとてんかんの関連は、1854年にジャック=ジョセフ・モロー・ドゥ・トゥールによってようやく科学的に却下されることになる。
ラファエロの『変容』は、画面下部にある人物の様式化された歪んだポーズによって証明されるように、マニエリスム絵画の前兆と見なすことができ、同時にそれらの人物に浸透している劇的な緊張感と、画面全体にわたるキアロスクーロの強力な使用によって証明されるように、バロック絵画の前兆と見なすことができる。実際に、この作品は、複雑な光と影の効果において計り知れぬ影響を17世紀のカラヴァッジョとその数知れぬ追随者たちに与えたのであった。
画家として考察してみると、ラファエロはおそらく『変容』を自分自身の勝利と見なしていた。ラファエロは、ローマ・カトリック教会の教皇庁の依頼者たちを満足させるために人物たちの上に君臨し、対比されているイエスを描いている。ラファエロは洞窟を使用してルネサンス様式を象徴しているが、それは、伸ばされた人差し指がミケランジェロのシスティーナ礼拝堂のフレスコ画を参照したものであることからたやすく見て取れる。さらに、ラファエロは背景に風景を微妙に取り入れているが、風景に対する自身の軽蔑を示すためにより暗い色彩を用いている。それでも、鑑賞者の焦点はバロック様式で描かれている子供と彼を守護する父親である。全体として、ラファエロは依頼者たちを首尾よく宥め、ラファエロ以前の芸術家たちに敬意を表し、その後に優位となるバロック絵画を導入したのである。

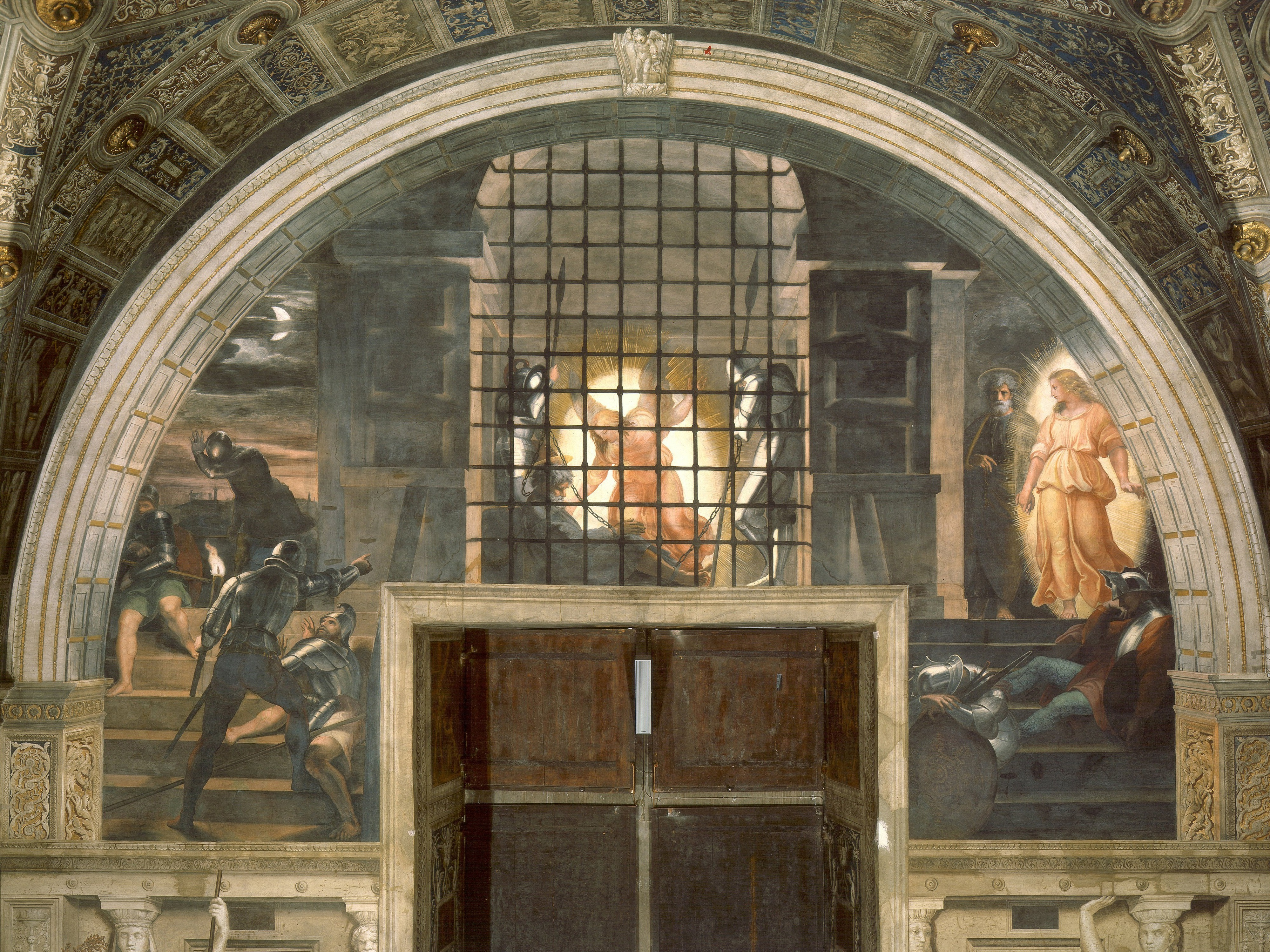
『聖ペテロの解放』 (ヴァチカン宮殿、ラファエロの間)

最も単純なレベルでは、絵画は二分法で描かれていると解釈することができる。絵画の上半分は、純粋で明澄なフィレンツェ時代の聖母子画の様式を受け継ぐものであり、下半分は、「ヘリオドロスの間」の『聖ペテロの解放』に典型的に見られた光と闇の劇的な表現に連なっている。また、画面上半分が表しているのは、純粋さと対称性によって象徴されるキリストの「贖い」の力であり、それは絵画の下半分が表している、暗く混沌とした場面に象徴される人間の欠陥と対比されている。画面上部に丸く開けた光の領域は、闇に支配された下部の人間の世界に開いた小さな窓のようなものである。人々は、この窓を通して、純粋で透明な「あちら側」の超越的世界を垣間見ることができる。キリストの弟子たちには少年を癒すことができなかった。絵画の上半分と下半分を補完的な部分として解釈したゲーテが正しく看取したように、「救済」は唯一キリストから来るのである。
哲学者のニーチェは、著書『悲劇の誕生』の中で『変容』を、アポローンとディオニュソスの原則の相互依存のイメージとして解釈した。
16世紀の画家であり伝記作家でもあるジョルジョ・ヴァザーリは、自身の『画家・彫刻家・建築家列伝』の中で、『変容』はラファエロの「最も美しく、最も神聖な」作品であると記述している。

## 大衆文化との関連
2001年にデイブ・シーマンによって編集され、ウルトラ・レコードから出版された『ルネサンス：デザイア』のアルバムの表紙には、『変容』の断片が見いだされる。